# 小山寺 (美濃加茂市)
小山寺（しょうざんじ）は、岐阜県美濃加茂市にある臨済宗妙心寺派の寺院である。山号は仁慈山。
通称「小山観音」、「こやま観音」、「子授け観音」。毎年3月第1日曜日の初午祭は賑わう。
本尊は馬頭観音。三面六臂の立像で、養蚕の守護仏とされている。また、開運のご利益があるという。
美濃三十三観音霊場第二十九札所。

## 立地
飛騨川の中の岩の島にある。これは、元々は陸続きの岩山にあったが、下流の木曽川に今渡ダムが完成すると周りが水没し、岩山は孤島となってしまったのである。
1938年（昭和13年）、かんのん橋が開通し、飛騨川左岸（下米田町）と結ばれる。

## 沿革

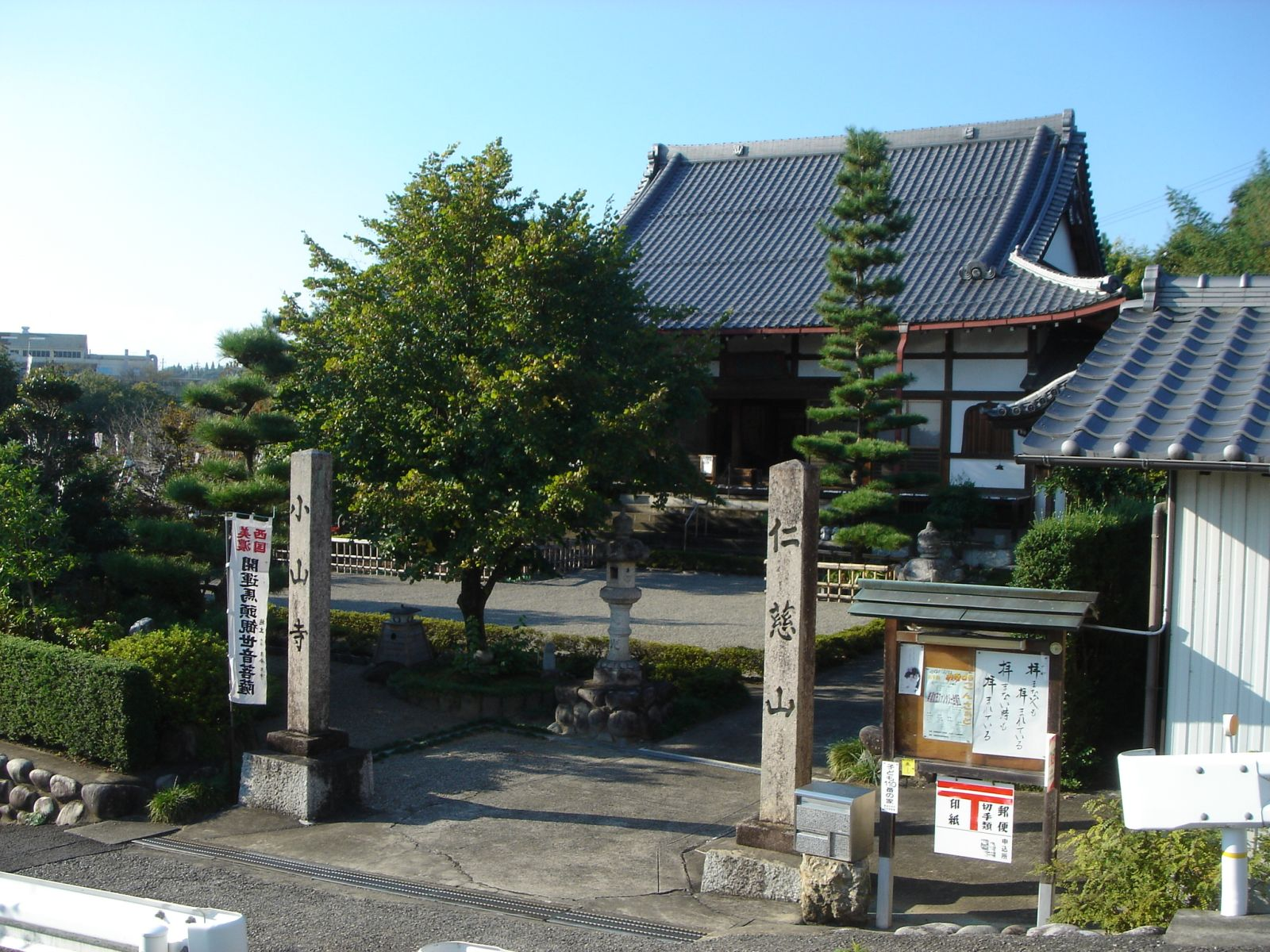
川の近くにある小山寺の本堂、左側に飛騨川が流れる

伝承によれば、平安時代末期、木曾義仲が母親の若名御前がこの近くで亡くなったさい、若名御前を弔う為に、所持していた（若名御前の護身仏の説もある）1寸8分の馬頭観音を祀り、観音堂を建立したのが始まりという。
室町時代の1450年～1500年頃、仁済禅師が、唐銭（周元通報）300枚を溶かして高さ1尺の馬頭観音を作り、小山観音の新たな本尊としたという。木曾義仲ゆかりの馬頭観音は秘仏とされる。
1657年（明暦3年）、小山観音堂は仁慈山　小山寺として開創される。

## 所在地
岐阜県美濃加茂市下米田町小山104

## 交通アクセス
- 高山本線古井駅より徒歩15分。
- 高山本線美濃太田駅より東濃鉄道八百津線「八百津ファミリーセンター」行き「観音口」バス停下車。徒歩3分。
- 美濃加茂市のコミュニティバス「あい愛バス」の「秋葉神社前」バス停下車。徒歩3分。

## 子授け観音の伝説
- 室町時代、1434年（永享6年）頃、近くの上蜂屋村の女性、お島が、子供を授かるために百日間の願掛けを行なった。すると百日目の夜、白鬚の老人が夢に現れ、「唐銭を1枚飲み込めば子が授かる。」というお告げを受ける。そのとおり行なうと男の子を授かったという。不思議なことにその男の子は左手にその唐銭を握っていた。
- 「この男の子は観音様の子供に違いない。」と思ったお島は、小山観音を厚く信仰したという。男の子は仏門に入り、後に仁済禅師となる。お島と仁済は、のちに周元通宝300枚を溶かして高さ1尺の馬頭観音を作り、小山観音の新たな本尊としたという。